# Petresd
Petresd románul: Petrești, falu Romániában, Erdélyben, Hunyad megyében.

## Fekvése
Illyétől északnyugatra, Zámtól keletre fekvő település.

## Története
Petresd nevét először 1468-ban p. Petresth néven, mint Illye város birtokát említették az oklevelekben. 1485-ben p. Petresdet a  Foltiak kapták új adományként. 
1750-ben Petresd, 1760–1762 között és 1808-ban Pietresd, 1913-ban Petresd  néven fordult elő az oklevelekben. A trianoni békeszerződés előtt Hunyad vármegye Marosillyei járásához tartozott. 1910-ben 244 görög keleti ortodox román lakosa volt.

## Források

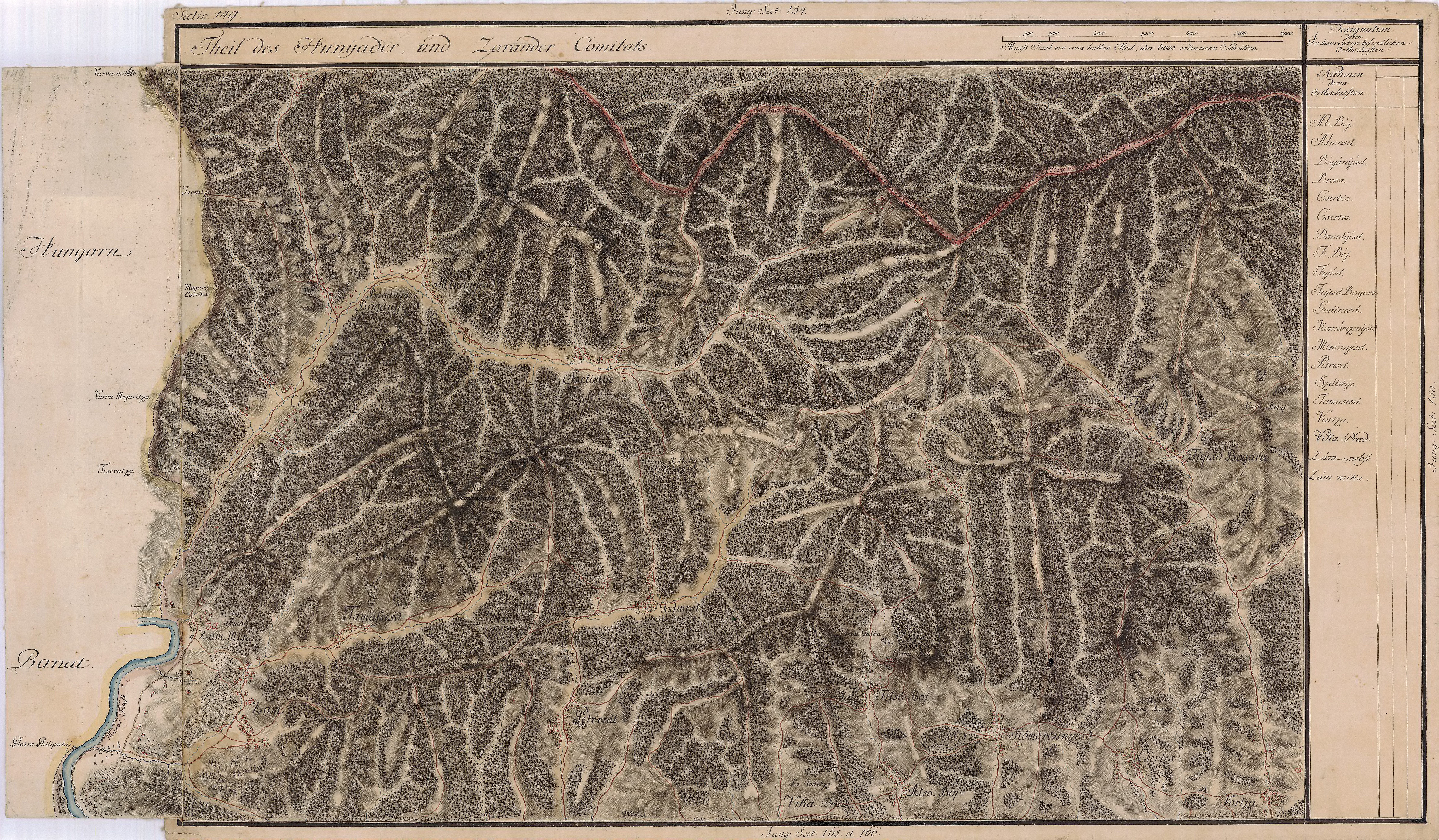
Petresd egy régi térképen